# دوايت بيزاروسي
دوايت أنتوني بيزاروسي غارسيا (بالإسبانية: Dwight Pezzarossi)‏ (مواليد 4 سبتمبر 1979 في غواتيمالا) لاعب كرة قدم غواتيمالي دولي يجيد اللعب في خط الهجوم . يلعب حاليا لصالح نادي كوميونيكيشنز الغواتيمالي من سنة 2008 .

## روابط خارجية
- دوايت بيزاروسي على موقع الاتحاد الدولي (مؤرشف)  (الإنجليزية)
- دوايت بيزاروسي على موقع قاعدة بيانات كرة القدم.إي يو (الإنجليزية)
- دوايت بيزاروسي على موقع ليكيب (الفرنسية)
- دوايت بيزاروسي على موقع ناشيونال فوتبول تيمز (الإنجليزية)
- دوايت بيزاروسي على موقع Soccerway.com (الإنجليزية)